# Fritz Morf
Fritz Morf (Burgdorf, 29 de janeiro de 1928 - 30 de junho de 2011) foi um futebolista suíço que atuava como defensor.

## Carreira
Fritz Morf fez parte do elenco da Seleção Suíça de Futebol, na Copa do Mundo de 1962.